# Atletica leggera ai XVII Giochi del Mediterraneo - Salto in lungo femminile
Le gare di atletica leggera nella categoria salto in lungo femminile si sono tenute il 27 giugno 2013 al Nevin Yanıt Atletizm Kompleksi di Mersin.

## Calendario
Fuso orario EET (UTC+3).
| Data      | Ora   | Turno  |
| --------- | ----- | ------ |
| 27 giugno | 20:20 | Finale |

## Risultati
Le 11 atlete partecipanti hanno diritto a tre salti. Le migliori otto ottengono tre ulteriori salti, il migliore dei quali viene registrato come risultato finale.

### Finale
| Pos | Atleta               | Paese    | 1º   | 2º   | 3º   | 4º   | 5º   | 6º   | Risultato | Note |
| --- | -------------------- | -------- | ---- | ---- | ---- | ---- | ---- | ---- | --------- | ---- |
|     | Nektaria Panayi      | Cipro    | 6,44 | X    | 6,33 | 6,22 | 6,51 | 6,48 | 6,51      |      |
|     | Nina Kolarič         | Slovenia | X    | 6,42 | 6,13 | X    | 6,31 | 6,49 | 6,49      |      |
|     | Tania Vicenzino      | Italia   | 6,01 | 6,32 | X    | 6,27 | 6,05 | 6,38 | 6,38      |      |
| 4   | Evangelia Galeni     | Grecia   | X    | 6,04 | X    | 5,90 | 6,32 | X    | 6,32      |      |
| 5   | Juliet Itoya         | Spagna   | X    | X    | 6,23 | 4,73 | X    | X    | 6,23      |      |
| 6   | Jamaa Chnaik         | Marocco  | X    | 5,98 | 6,01 | 6,13 | X    | X    | 6,13      |      |
| 7   | Yamina Hajjaji       | Marocco  | 6,03 | X    | 5,98 | 5,76 | 6,01 | 5,95 | 6,03      |      |
| 8   | Eleftheria Christofi | Cipro    | X    | 6,02 | 5,90 | X    | X    | 5,98 | 6,02      |      |
| 9   | Serpil Koçak         | Turchia  | X    | 5,92 | 5,92 |      |      |      | 5,92      |      |
| 10  | Sevim Sinmez Serbest | Turchia  | X    | X    | 5,61 |      |      |      | 5,61      |      |
| 11  | Rebecca Camilleri    | Malta    |      |      |      |      |      |      | -         | DNS  |